# 中村優一
中村 優一（なかむら ゆういち、1987年〈昭和62年〉10月8日 - ）は、日本の俳優、元ジャニーズJr.。神奈川県横浜市南区出身。
身長177cm、体重67kg、血液型O型。G-STAR.PRO所属、業務提携先はワタナベエンターテインメント。

## 来歴
2003年まではジャニーズ事務所に所属し、ジャニーズJr.として活動していた。
2004年7月、「第1回D-BOYSオーディション」でグランプリを受賞。同年10月、D-BOYSに加入。
2005年、『ごくせん 第2シリーズ』にて俳優デビュー。同年9月、『仮面ライダー響鬼』に桐矢京介役で出演。
2007年、『仮面ライダー電王』に桜井侑斗 / 仮面ライダーゼロノス役で出演。侑斗役は『響鬼』後半および『電王』のチーフプロデューサーを務めた白倉伸一郎からのオファーで決まった。またエンディングテーマ「Action-ZERO」の歌唱も担当し、曲はオリコンチャートのランキングでデイリー3位、週間7位を記録した。この出演により平成仮面ライダーシリーズの2作品でメインキャラクターを務めることとなった。
2010年3月、D☆DATEのメンバーとなる。同年8月16日、持病の腰痛が悪化したことを理由に、同月26日から出演予定だった「D-BOYS STAGE 2010 trial-2『ラストゲーム』」の笠井和也役を降板、代役は鈴木裕樹が務めることになった。9月19日、前述の体調不良により芸能活動を一時休止し、休養することを発表。
2011年11月8日、治療に専念するため、D-BOYSとD☆DATEから脱退。
2012年9月末日をもってワタナベエンターテインメントとの契約を終了、芸能界からの引退が発表された。
2013年2月14日、新たなブログを開設、仲間とともに表現活動を開始したことを宣言。
2014年8月30日、ジースター・プロに所属し、俳優業再開を発表した。
2024年4月19日公開の映画『YOKOHAMA』でプロデュースを務め、三部作の一つである『死仮面』で初めて監督を務めた。

## 人物
- 愛称は「ちゃんなか」[16]。特技はスキューバダイビング[5]、スノーボード、筋トレ[4]。特殊小型船舶操縦士の資格を有している[4]。
- 小さいころは喘息持ちで風邪もひき易く体が弱い方で、入院経験も何回もあった。母親が気を使って部屋をきれいにしたりして改善に努め、そのおかげもあって中学2年生あたりから体も改善されて発作なども無くなった[17]。
- 小学生の時から足が速くなったことで、小学生6年間の中で代表としてリレーの選手を5回務めた。本人曰く「突然速くなった」とのことで、あだ名も当時ヒットしていた映画から『北京原人』だった。そういったことから走ることが好きになり、中学生時代は陸上部に所属し、副部長も務めていたが、その時の部長が部活に来なくなったため部長代理も務めていた。高校ではどの部にも属さず帰宅部だった[17]。
- オスのスムースチワワ「ゼロ」を飼っている[18]。また、メスのロングコートチワワ「スピカ」が家族の仲間入りをしたことを2009年8月25日の福岡でのイベントおよび自身のブログにて発表。名前は同年出演した『ふたつのスピカ』から付けられた。なお、動物アレルギー持ちで、猫はダメだが、自分の飼っているチワワは大丈夫という[18]。
- 少女漫画を読むことが趣味であり[19]、好きな作品は高須賀由枝の『グッドモーニング・コール』、主人公の吉川菜緒が好きである[20]。
- 音楽はJ-POPしか聴かない。洋楽は歌詞の意味がわからないとのこと。DREAMS COME TRUEが元から好きで、他に好きなのはいきものがかり。カラオケでよく歌うのは湘南乃風、EXILE、CHEMISTRY、AAAなど。なお、AAAのメンバーに友人が居る[18]。
- ウルトラシリーズは『ウルトラマンティガ』を幼少期に観ており[7]、仮面ライダーシリーズは『仮面ライダーアギト』や『仮面ライダー555』を観ていた[7]。
- 同音異字の声優、中村悠一とTwitter上で対面しており、一緒に仕事をしたいと希望している[21]。後に舞台版『機動戦士ガンダム00 -破壊による覚醒-Re:(in)novation』で、原作であるアニメでは中村悠一が演じたミスター・ブシドーを演じることになる[22][23]。その後『ポプテピピック』第2シリーズ第12話において中村優一が演じたレジスタンスリーダーに中村悠一が声をあてたことで間接的ながら共演を果たすこととなった[24]。また、『ウルトラマントリガー エピソードZ』の出演オファーが来た際には中村悠一と間違えていないのかと考えたという[7]。
- プライベートでは2022年12月18日、一般女性との結婚を報告[6][25]。

## 出演

### テレビドラマ
- ごくせん 第2シリーズ（2005年1月15日 - 3月19日、日本テレビ） - 川田優一 役
- 大好き!五つ子Go!! 第1話 - 第16話（2005年7月18日 - 8月9日、TBS） - 金子瞬 役
- 仮面ライダーシリーズ（テレビ朝日）
  - 仮面ライダー響鬼 三十之巻 - 最終之巻（2005年9月4日 - 2006年1月22日） - 桐矢京介 役
  - 仮面ライダー電王 第18話 - 最終話（2007年5月27日 - 2008年1月20日） - 桜井侑斗 役
  - 仮面ライダージオウ（2019年 / 友情出演）
    - EP33・EP34（4月28日・5月3日） - 桐矢京介 役[26]
    - EP39・EP40（6月9日・23日） - 桜井侑斗 / 仮面ライダーゼロノス 役[27]
- 探偵オブマイハート 第6話（2005年11月6日、KBS京都 ほか）
- きたな（い）ヒーロー（2006年3月19日、日本テレビ） - 小野寺浩一 役
- プリンセス・プリンセスD（2006年6月29日 - 9月14日、テレビ朝日） - 花園音也 役
- 家族善哉 第2話 - 最終話（2006年11月28日 - 2007年1月26日、TBS） - 上沢貢 役
- パズル（2007年1月14日 - 2月4日、テレビ朝日） - 大高雅規 役
- しにがみのバラッド。 第10話・第11話（2007年3月13日・20日、テレビ東京） - 葉山マコト 役
- 美味學院（2007年4月2日 - 6月25日、テレビ東京） - 南郷隆司 役
- 太陽と海の教室（2008年7月21日 - 9月22日、フジテレビ） - 三崎雅行 役
- ふたつのスピカ（2009年6月18日 - 7月30日、NHK総合） - 鈴木秋 役
- ラストメール2〜いちじく白書〜（2009年10月15日 - 12月17日、BS朝日） - 主演・山田一希 役
- 交渉人〜THE NEGOTIATOR〜 第2シリーズ 第6話（2009年11月26日、テレビ朝日） - 三浦知之 役
- 素直になれなくて（2010年4月15日 - 6月24日、フジテレビ） - 水野シュウ 役
- 女帝 薫子（2010年4月25日 - 6月13日、テレビ朝日） - 小島純平 役
- もやしもん（2010年7月9日 - 9月17日、フジテレビ） - 主演・沢木惣右衛門直保 役
- 薄桜鬼SSL 〜sweet school life〜（2015年9月25日 - 10月30日、TOKYO MX2） - 主演・土方歳三 役
- グッドモーニング・コール 第15話・第16話（2017年1月5日、フジテレビ） - 千崎優 役
- もひかん家の家族会ぎ（2017年10月17日 - 12月19日、テレビ神奈川 ほか） - 主演・もひかん 役
- 最後の晩ごはん（2018年1月12日 - 3月30日、BSジャパン） - 主演・五十嵐海里 役
- 居酒屋ぼったくり（2018年4月14日 - 6月23日、BS12トゥエルビ） - 要 役
- 星屑リベンジャーズ 第8話・第9話（2018年9月18日・25日、名古屋テレビ[注釈 2]） - 新城 役
- 極道めし 第10話（2018年9月22日、BSジャパン） - 渡辺 役
- 年の瀬ドラマ「ブスだってI LOVE YOU」（2018年12月28日、テレビ朝日） - 浪夫 役
- のの湯（2019年4月14日 - 6月23日、BS12） - 白倉一献 役
- ひみつ×戦士 ファントミラージュ! 第14話（2019年7月7日、テレビ東京） - 高出直人 役
- 相棒 season18 第12話（2020年1月15日、テレビ朝日） ‐ 木村信士 役
- ドゲンジャーズ（2020年4月12日 - 6月28日、九州朝日放送）- (友情出演)[28]
- 遺留捜査 第6シリーズ 第4話（2021年2月4日、テレビ朝日） - 前田勝弘 役
- おいハンサム!! 第7話（2022年2月19日、東海テレビ・フジテレビ） - バス停の男 役
- 永遠の昨日（2022年10月21日 - 12月9日、MBS） - 小河雅彦 役[29]
- コスメティック・プレイラバー（2024年8月6日 - 27日、フジテレビ） - 田之内 役[30]
- ナンバーワン戦隊ゴジュウジャー 第11話・第12話（2025年5月4日・11日、テレビ朝日） - 等々力凱亜 / ガオレッド 役[31][32]

### バラエティ
- プリティガレッジ（2005年4月 - 9月、日本テレビ） - イケメン劇団員
- DD-BOYS（2006年4月 - 9月、テレビ朝日）
- 飛び出せ!科学くん（2010年4月 - 10月、TBS）
- D-BOYS BE AMBITIOUS（2010年7月 - 12月、テレビ東京・BSジャパン）
- 歴史漫才 ヒストリーズ・ジャパン 其の五・其の六（2017年7月・8月、東名阪ネット6） - 一休、北条早雲 役

### 舞台
- プリーズ★ミー（2005年8月）
- limit〜あなたの物語は何ですか？〜（2006年6月） - 幽霊 役
- ソフィストリー〜詭弁〜（2006年8月31日 - 9月10日、シアター1010） - ジャック 役
- OUT OF ORDER〜偉人伝心〜（2007年3月21日・26日、青山劇場） - 日替わりゲスト出演
- D-BOYS Stage
  - Vol.1「完売御礼」（2007年6月3日 - 10日、全労済ホール/スペース・ゼロ） - 原田佐之助 役
  - Vol.2「ラストゲーム〜最後の早慶戦〜」（2008年6月20日 - 27日、青山劇場 / 7月5日 - 6日、シアターBRAVA!） - 別府豊 役 ※瀬戸康史とのダブルキャスト
  - Vol.3「鴉〜KARASU〜10」（2009年10月20日 - 25日、青山劇場 / 10月31日 - 11月1日、シアターBRAVA!） - 太一 役
- アダルトな女たち（2007年8月1日、赤坂RED/THEATER） - 日替わりゲスト出演
- ある日、ぼくらは夢の中で出会う（2007年8月11日 - 19日、全労済ホール/スペース・ゼロ / 9月1日 - 2日、兵庫県立芸術文化センター 中ホール） - ナカムラ（刑事） 役
- BS-TBS開局15周年特別企画「クールジャパン〜道（DOU）〜｣リアル・エチュー道（2015年8月29日、サンシャイン劇場）
- 薄桜鬼SSL 〜sweet school life〜（2015年12月11日 - 20日、新宿シアターサンモール） - 土方歳三 役
- 詭弁・走れメロス（2016年4月29日 - 5月8日、シアターサンモール / 5月14日、京都劇場） - 芹名 役
- ダンガンロンパ - 十神白夜 役
  - ダンガンロンパ THE STAGE〜希望の学園と絶望の高校生〜2016（2016年6月16日 - 26日、Zeppブルーシアター六本木 / 7月1日- 2日 東海市芸術劇場 / 7月7日 - 10日、サンケイホールブリーゼ / 7月14日 - 16日、関内ホール大ホール）
  - ダンガンロンパ3 THE STAGE2018（映像出演）(2018年7月20日 - 23日、サンシャイン劇場 / 7月27日 - 29日、森ノ宮ピロティホール / 8月3日 - 13日、ヒューリックホール東京）
- ReLIFE（2016年9月8日 - 19日、サンシャイン劇場 / 9月24日 - 25日、梅田芸術劇場 シアター・ドラマシティ） - 夜明了 役
- 裁判長!ここは懲役4年でどうすか2016（2016年10月19日 - 23日、全労済ホール/スペース・ゼロ） - 主演・北尾 友弘 役
- 少年社中「アマテラス」 （2017年2月3日 - 13日、紀伊国屋ホール） - 因幡の白ウサギ 役
- 熱海殺人事件 NEW GENERATION  （2017年3月2日、紀伊国屋ホール） - ゲスト出演
- オトメのオモチャ（2017年3月23日 - 27日、CBGKシブゲキ!!） - 榛名連 役
- 黒薔薇アリス（2017年5月13日、Zeppブルーシアター六本木） - ”静寂館”を訪れる客 役 ※ゲスト出演
- 警視庁抜刀課 vol.1（2017年5月26日 - 6月4日、CBGKシブゲキ!!）- 主演・切通 弥 役
- BRAVE10 - 主演・霧隠才蔵 役
  - BRAVE10（2017年6月28日 - 7月2日、全労済ホール/スペース・ゼロ）
  - BRAVE10〜燭〜（2018年7月26日 - 7月29日、なかのZERO 大ホール）
  - BRAVE10〜昇焉〜（2020年9月19日 - 9月27日、ところざわサクラタウンジャパンパビリオン・ホールA）
- 少年社中「モマの火星探検記」（2017年8月9日 - 13日、天王洲 銀河劇場 / 8月19日 - 20日、サンケイホールブリーゼ） - チキン 役
- 北斗の拳－世紀末ザコ伝説－（2017年9月9日、シアターGロッソ） - ザコ 役 ※ゲスト出演
- ヘルプマン！〜監査編〜（2017年11月8日 - 12日、俳優座劇場） - 主演・小池一郎 役
- アンフェアな月 - 佐藤和夫 役
  - アンフェアな月（2018年2月22日 - 3月4日、天王洲 銀河劇場）
  - 殺してもいい命（2019年6月21日 - 30日、サンシャイン劇場）
- メイクヒーロー（2018年4月3日 - 8日、DMM VR THEATER） - 波風大輔 役
- 若様組まいる〜アイスクリン強し〜（2018年4月27日〜5月6日、サンシャイン劇場） - 福田春之助 役
- NORN9 ノルン＋ノネット（2018年10月17日 - 21日、草月ホール） - 主演・結賀 駆 役
- LIVE THEATER『Royal Scandal〜秘恋の歌姫[ディーヴァ]〜』（2018年11月22日 - 12月2日、品川プリンスホテル クラブeX） - ルイス 役
- 神ノ牙-JINGA-転生（2019年1月13日、天王洲 銀河劇場） - 日替わりゲスト出演
- 雪のバッキャロー‼︎ 〜富岡製糸場〜 ＜後編＞（2019年1月30日 - 2月4日、シアターグリーン BIG TREE THEATER） - 矢野間誠一郎 役 ※友情出演
- 桃源郷ラビリンス（2019年4月4日 - 7日、なかのZERO 大ホール / 4月13日 - 14日、おかやま未来ホール） - 吉備真備 役
- ホテル・モントブランク（2019年7月24日 - 28日、俳優座劇場）
- 私に会いに来て（2019年9月13日 - 16日、新国立劇場 小劇場 / 9月19日 - 20日、サンケイホールブリーゼ） - チョ・ナンホ刑事 役

### 映画
- 怪談シリーズ「学校怪談」（2006年）
- 渋谷区円山町（2007年3月） - 井上先輩 役
- 仮面ライダーシリーズ - 桜井侑斗 役
  - 劇場版 仮面ライダー電王 俺、誕生!（2007年8月）
  - 劇場版 仮面ライダー電王&キバ クライマックス刑事（2008年4月）
  - 劇場版 さらば仮面ライダー電王 ファイナル・カウントダウン（2008年10月） - ※特別出演
  - 劇場版 超・仮面ライダー電王&ディケイド NEOジェネレーションズ 鬼ヶ島の戦艦（2009年5月） - ※桜井侑斗役としてのみの特別出演
  - 仮面ライダー×仮面ライダー×仮面ライダー THE MOVIE 超・電王トリロジー EPISODE RED ゼロのスタートウィンクル（2010年5月） - 主演
  - スーパーヒーロー大戦GP 仮面ライダー3号（2015年3月）
- JUNON恋愛小説（2008年5月同時公開） - 主演・柴原潤 役
  - 「同級生」
  - 「体育館ベイビー」
- シャカリキ!（2008年9月） - 鳩村大輔 役
- 僕らの方程式（2008年10月） - 主演・下倉心平 役
- ごくせん THE MOVIE（2009年7月）- 川田優一 役
- 湾岸ミッドナイト THE MOVIE（2009年9月）- 主演・朝倉アキオ 役
- 風が強く吹いている（2009年10月）- 柏崎茜（王子） 役
- 薄桜鬼SSL 〜sweet school life〜（2016年2月6日） - 主演・土方歳三 役
- U-31（2016年8月） - 戸澤敏行 役[33]
- 八重子のハミング（2016年10月） - 石崎英二 役
- スレイブメン（2017年3月10日） -　主演・しまだやすゆき 役 [34]
- 恋のしずく（2018年10月） - 有重一紀 役
- 黒蝶の秘密（2018年10月） - 岡崎歩 役
- 君から目が離せない〜Eyes on you〜（2019年1月）
- 桃源郷ラビリンス（2019年11月） - 吉備真備 役
- 踊ってミタ（2020年3月） - 丸山町長 役
- 大綱引の恋（2020年11月） - 福元弦太郎 役
- 永遠の1分。（2022年3月4日）
- ウルトラマントリガー エピソードZ（2022年3月18日） - トキオカリュウイチ / ザビル 役
- スーパー戦闘 純烈ジャー 追い焚き☆御免（2022年9月1日、東映ビデオ）- 郡山 役
- 妖獣奇譚 ニンジャVSシャーク（2023年4月14日、エクストリーム）- 螭鮫士郎  役
- 異端の純愛「片腕の花」（2023年5月27日、ワンダーヘッド） - 姉の恋人 役
- 縁の下のイミグレ（2023年6月30日、トリプルアップ） - 新垣 役
- YOKOHAMA（2024年4月19日、エクストリーム）（全体プロデュース、『死仮面』監督、『贋作』『横濱の仮族』出演）
- ハピネス（2024年5月17日、バンダイナムコフィルムワークス）
- アディクトを待ちながら（2024年6月29日、マグネタイズ）

### Webドラマ
- 仮面ライダーシリーズ
  - dビデオスペシャル 仮面ライダー4号（2015年3月28日 - 4月4日、dビデオ） - 桜井侑斗 / 仮面ライダーゼロノス 役
  - 仮面ライダーアウトサイダーズ ep.3 - 7（2023年7月23日・10月1日・2024年5月5日・9月29日・12月22日、東映特撮ファンクラブ） - 主演（ep.6）・桜井侑斗 / 仮面ライダーゼイン[35] / 仮面ライダーゼロノス 役
- グッドモーニング・コール 第15話・第16話（2016年5月27日・6月3日、FOD / Netflix） - 千崎優 役
- 星屑リベンジャーズ 第8話・第9話（2018年9月10日・17日、AbemaTV[注釈 2]） - 新城 役

### クイズ番組
- ネプリーグ (2008年5月26日)

### CM
- ケンタッキーフライドチキン（ありがとうの唄）
- サッポロ飲料「ゲロルシュタイナー」（2008年）[注釈 3]
- THE KING OF FIGHTERS ALLSTAR（2019年） - 草薙京 役

### テレビアニメ
- 美肌一族（2008年10月 - 12月、テレビ東京） - 源剛 役
- ポプテピピック 第2シリーズ（2022年10月2日、TOKYO MX 他） - タイムパトロール隊長 役（実写出演、第1話OP映像、第12話）、レジスタンスリーダー 役（実写出演、第12話、声：中村悠一）

### イベントDVD
- 仮面ライダー電王
  - 仮面ライダー電王 スペシャルトークショー 〜イマジン大集合! クライマックスだぜー!!〜（2007年11月）
  - 仮面ライダー電王 ファイナルステージ&番組キャストトークショー（2008年4月）
  - 仮面ライダー×仮面ライダー×仮面ライダー THE MOVIE 超・電王トリロジー劇場公開記念スペシャルステージ イマジン超クライマックスツアー 2010（2010年9月）
- 東映公認 鈴村健一・神谷浩史の仮面ラジレンジャー ラジレンまつり2015（2016年1月）

### ラジオ
- SUNDAY TALKING D-THEATER featuring 中村優一「いつもそばにいるよ」（2009年4月5日 - 2010年、bayfm）
- D-BOYS BE AMBITIOUS（2010年9月 - 12月、InterFM）
- 東映公認 鈴村健一・神谷浩史の仮面ラジレンジャー 第151回(2015年8月21日) ラジレンまつり2015の公開録音内のゲスト
- 君の話も聞かせて（2015年10月14日 - 2016年3月30日、bayfm）

### ゲーム
- 仮面ライダーバトル ガンバライド（2008年12月、アーケード） - 仮面ライダーゼロノス 役
- 仮面ライダーバトル ガンバライジング（2015年10月、アーケード） - 仮面ライダーゼロノス、仮面ライダー響鬼（京介） 役
- 仮面ライダー ストームヒーローズ（2015年10月、Android・iOS） - 仮面ライダーゼロノス 役
- 仮面ライダー バトライド・ウォー創生（2016年2月、PS4・PS3・PS Vita）- 仮面ライダーゼロノス 役[36]
- オール仮面ライダー ライダーレボリューション（2016年12月、ニンテンドー3DS） - 仮面ライダーゼロノス 役
- 仮面ライダー ブットバソウル（2018年3月、アーケード） - 桜井侑斗 / 仮面ライダーゼロノス、桐矢京介 役[37]
- 仮面ライダーバトル ガンバレジェンズ（2023年 - 2025年、アーケード） - 仮面ライダーゼロノス / 仮面ライダーゼイン（桜井侑斗）[38]、仮面ライダー響鬼（京介） 役

### ドラマCD
- 獣のごとくひそやかに　-言霊使い-（2007年7月30日）- フランケンウルフ 役

## ディスコグラフィ

### キャラクターソング
| 発売日        | 商品名                                                                                           | 歌                                      | 楽曲                          | 備考 |
| ------------- | ------------------------------------------------------------------------------------------------ | --------------------------------------- | ----------------------------- | --- |
| 2006年9月20日 | プリンセス・プリンセスD キャラクターソングシリーズ Vol.2「幸せの予感」                           | 花園音也（中村優一）                    | 「Treasure」                  | テレビドラマ『プリンセス・プリンセスD』関連曲                                                                           |
| 2007年9月5日  | Action-ZERO                                                                                      | 桜井侑斗（中村優一）&デネブ（大塚芳忠） | 「Action-ZERO」               | テレビドラマ『仮面ライダー電王』挿入歌                                                                                  |
| 2008年5月9日  | JUNON恋愛小説 映画「同級生」/「体育館ベイビー」エンディング・テーマ&オリジナル・サウンドトラック | 柴原潤（中村優一）                      | 「同級生」 「体育館ベイビー」 | JUNON恋愛小説映画『同級生』・『体育館ベイビー』エンディング・テーマ                                                     |
| 2010年5月26日 | Action-ZERO 2010                                                                                 | 桜井侑斗（中村優一）&デネブ（大塚芳忠） | 「Action-ZERO」               | 映画『仮面ライダー×仮面ライダー×仮面ライダー THE MOVIE 超・電王トリロジー EPISODE RED ゼロのスタートウィンクル』 主題歌 |

### その他
- 想い D☆DATE Version - D☆DATE
  - 作詞担当（瀬戸康史と共同）

## 作品

### DVD
- プリンセス・プリンセスD キャラクターイメージDVD Vol.2（2006年）
- ボクの方程式「Actor 中村優一」（2008年10月）
- D-BOYS BOY FRIEND series vol.2「中村優一 SELF-DISCOVERY」（2009年8月21日、ジェネオン・ユニバーサル・エンターテイメントジャパン） CLVS-1016
- MAKING OF 湾岸ミッドナイト THE MOVIE 〜朝倉アキオ in 悪魔のZ〜（2009年8月）

### 写真集
- ファースト写真集「優一」（2008年3月27日、学習研究社） ISBN 978-4-05-403727-4
- フォトブック「Birth -Standing There-」[注釈 4]（2010年10月、角川マーケティング） ISBN 978-4-04-895087-9
- 月刊 中村優一×小林裕和（2017年10月8日、イーネット・フロンティア）

### 雑誌連載
- JUNON「恋愛マスター(仮) 中村優一のハチャメチャ相談室」（2008年7月号 - 2010年6月号、主婦と生活社）